# Acomys
Acomys és un gènere de rosegadors miomorfs de la família dels múrids coneguts vulgarment com a ratolins espinosos.

## Taxonomia
El gènere Acomys inclou una vintena d'espècies repartides en tres subgèneres.
Subgènere Acomys
- Acomys airensis
- Ratolí espinós (Acomys cahirinus)
- Acomys chudeaui
- Acomys cilicicus
- Acomys cineraceus
- Acomys dimidiatus
- Acomys ignitus
- Acomys johannis
- Acomys kempi
- Acomys minous
- Acomys mullah
- Acomys muzei
- Acomys nesiotes
- Acomys ngurui
- Acomys percivali
- Ratolí espinós daurat (Acomys russatus)
- Acomys seurati
- Acomys spinosissimus
- Acomys wilsoni

Subgènere Peracomys
- Acomys louisae

Subgènere Subacomys
- Acomys subspinosus